# Lokai
Lokai är en hästras som föds upp i Tadzjikistan i ett område som har både mycket skog, berg och grässtäpper. Rasen har inte förändrats mycket under århundradena och på stuterierna mjölkas stona fortfarande på nomadiskt vis. Lokaihästen är en typisk bergshäst som är säker på foten och tålig.  

## Historia
Lokaihästen utvecklades under 1500-talet av lokaifolket, en uzbekisk stam, när de flyttade österut, från Aralsjöns stränder. Ursprungligen var rasen en blandning av centralasiatiskt blod som förbättrades med blod från en gammal persisk häst kallad Jomudhäst och även Karabairhästen från Uzbekistan. Efter ryska revolutionen 1917 uppmuntrade sovjeterna aveln av lokala hästraser, anpassade till miljö och ekonomi. Rasen förädlades då med hjälp av Terskhästar, Akhal-teké samt ädlare raser som arabiska och engelska fullblod. 

## Egenskaper
Lokaihästen är en väldigt viktig tillgång till många lokala stammar i Tadzjikistan och används inom många olika områden bland annat som transportmedel, körhäst, jordbrukshäst och som ridhäst. Lokaihästen är även populär i en ryttarlek som är vanlig i detta område kallat "Buzkashi" där man på hästryggen slåss om en död get. 
Lokaihästen är seg och härdig med mycket hårda hovar. Hjordarna går ute året runt och flyttas på våren upp till bergen. På grund av detta så är hästen naturligt frisk och sund. Då Lokaihästarna även är bergshästar så är de säkra på foten även i tuff terräng. 